# طاهر زمخشري

طاهر الزمخشري

طاهر عبد الرحمن زمخشري شاعر وكاتب سعودي معاصر ولد في بيتهم بوقف بيت الكاظلي بحارة الفلق بمكة المكرمة في 27 رجب 1332هـ - 22 يونيو 1914م وتوفي عام 1407هـ - 1987م، وهو أحد المبدعين البارزين في مجال الأدب وخصوصاً الشعر في المملكة العربية السعودية، ومنطقة الحجاز تحديداً، ويعد من الجيل الأول الذي أسس حراكاً إبداعياً في السعودية، سواء في المجال الأدبي أو الإعلامي، بدأ حياته التعليمية في «كُتَّاب النوري» للشيخ سليمان نوري ووالده الشيخ عبد المعطي إبراهيم النوري بحارة الباب، ثم التحق بمدرسة الفلاح بمكة المكرمة التي أنهى تعليمه فيها عام 1929م وعمل منذ عام 1931م في الوظائف الحكومية حتى استقر به الحال في دار الإذاعة، خلالها أنجز العديد من الأعمال من أهمها المساهمة في تأسيس أول بلدية في الرياض والإذاعة السعودية.
عرف بلقب (بابا طاهر) لاهتمامه بأدب الطفل وقدم برنامجاً إذاعياً يحمل اسم (ركن الأطفال) وأسس أول مجلة أطفال سعودية، وهي مجلة الروضة، كان أول عدد لها في 17 سبتمبر 1959م، ولكنها لم تستمر طويلا فتوقفت بعد 27 عدد بتاريخ 12 مايو 1960م، وكان صاحب أول ديوان شعري مطبوع في تاريخ الشعر السعودي الحديث،  وهو ديوان أحلام الربيع الصادر عام 1946م،  عاش الزمخشري حياة الغربة وأقام طويلاً في مصر ثم انتقل إلى تونس حيث كرمته الحكومة التونسية ومنحته وسامين في عامي 1963م و1973م، كما مُنح جائزة الدولة السعودية التقديرية في الأدب لعام 1404هـ - 1984م تسلمها في الحفل الذي أقيم في 1405/08/08هـ - 1985/04/28م بقاعة الملك فيصل للمؤتمرات بالرياض برعاية الملك فهد بن عبد العزيز آل سعود، صدرت له 30 ديوان شعري منها ديوان معازف الأشجان (1976م) والأفق الأخضر (1970م) ورباعيات صبا نجد (1973م)، تزوج من وسطه الاجتماعي بمكة المكرمة بالسيدة آمنة بانا وأنجبت له 4 أبناء (3 بنات وابن واحد) توفيت زوجته وهما في ريعان الشباب ولم يتزوج بعدها أبداً.
ربطته علاقة صداقة بعديد من الأُدباء والشُّعراء والفنانين العرب من أبرزهم الأمير الشَّاعر عبد الله الفيصل، محمد سعيد خوجه، محمد سرور صبان، عباس يوسف قطان، محمود صالح قطان، عبد الله بن عمر بلخير، أحمد عبد الغفور عطار، عبد المقصود خوجة، عباس فائق غزاوي، أحمد رامي، فاروق جويدة، والمخرج التلفزيوني التونسي المنصف مكشر، والموسيقار طارق عبد الحكيم، عمر كدرس، والفنان طلال مداح ومحمد عبده والكاتب الصحفي عبد الله عمر خياط الذي قال عن الزمخشري «من أعلام الشعراء الذين آمنوا وعملوا الصالحات لما عرف عنه من سعيه على الأرامل والمساكين بتقديم ما يملك وما لا يملك من العون لهم. وقد عرف باللماحية والذكاء والظرف حتى قال عنه الأستاذ الكبير محمد حسين زيدان -رحمهما الله-: «الزمخشري شاعر الأدباء، وظريف الشعراء»»،  توفي في 02 شوال 1407هـ - 29 مايو 1987م في مدينة جدة ودفن بمسقط رأسه مكة المكرمة بمقبرة المعلاة.

## حياته الوظيفية والعملية
بدأ حياته العملية في الثامنة عشرة من عمره بالتنقل بين عدة وظائف حكومية وغير حكومية في الفترة من 1349هـ إلى 1389هـ بدءا بـ:
- وظف مُؤقَّت بلجنة إحصاء النُّفوس – 1349هـ/1930م.[1]
- مدرس بدار الأيتام بالمدينة المُنوَّرة التي أصبحت فيما بعد دار التَّربية الاجتماعيَّة – 1350هـ/1931م.[1]
- كاتب ومصحح بالمطبعة الأميريَّة «المطبعة الحكوميَّة» «وجريدة أُمِّ القُرى» الكائنة بحارة أجياد بمكَّة المُكرَّمة 1351هـ/1932م[1]
- سكرتير للمجلس الإداري بأمانة العاصمة بمكة المكرمة مع الشيخ عباس قطان الذي رشحه للشيخ محمود صالح قطَّان للعمل كسكرتير لبلديَّة الرياض في العام «1361هـ/1942م»، فكان ضمن مُؤسِّسي بلدية الرياض، ثم بلدية الخرج والليث.[1][14]
- سكرتير ديوان الجمارك بوزارة الماليَّة «1367هـ/1948م».[1]
- كاتب في الإذاعة إبان تأسيسها «1368هـ/1949م»، ثم مُذيعًا ومُقدِّمَ برامج، ثم مُراقبًا عامًّا للبرامج في الإذاعة.[1]
- رئيس تحرير صحيفة «البلاد».[1]
- أسدل الستار على حياته الوظيفية في عام 1389هـ/1969م بإحالته للتقاعد المبكر، وذلك إثر غياب استمر ثلاث سنوات للعلاج في مصر، وأثناء إقامته فيها تنقل في العمل بين مجلتي «الهلال» و«المصوّر» المصريتين، وبعد عودته عمل متعاونا مع الإذاعة السعودية لفترة وجيزة، ثم توقف عن العمل الوظيفي نهائيا وتفرغ للأدب والشعر إلى آخر حياته.

## مشواره الإعلامي
ساهم في تأسيس الإذاعة السعودية منذ نشأتها الأولى في جدة بموجب المرسوم الملكي رقم 7/3/16/3996 وتاريخ 1368/09/23هـ، وعمل بها مذيعاً ومعداً ومراقباً، وقدم أكثر من (18) برنامجاً إذاعياً وتلفزيونياً، من أشهرها برنامجه (ركن الأطفال) الذي اكتسب منه لقب (بابا طاهر) وكان من ألمع نجومه الطفل جميل محمود الذي أصبح لاحقاً أحد أبرز الموسيقيين والفنانين السعوديين، كما قام بتأسيس أول فرقة موسيقية في المملكة العربية السعودية ساهمت في تقديم الأناشيد الوطنية والموسيقى بالإذاعة مكونة من محمد علي بوسطجي والدكتور سليمان شبانة وسعيد شاولي وحمزة مغربي والهرساني وعبد المجيد الهندي، وبتشجيع من الملك فهد بن عبد العزيز آل سعود، أصدر أول مجلة ملونة متخصصة للأطفال في المملكة العربية السعودية، وهي مجلة الروضة التي صدرت في عام 1959م، وترأس الزمخشري تحرير جريدة البلاد السعودية لمدة عام واحد.
من برامجه الإذاعية:
- برنامج الأسرة
- برنامج ركن الأطفال
- يوم جديد
- قصص قصيرة
- مع الأصيل
- شعر وموسيقى
- جريدة المساء.
- مع الأصيل
- نافذة على القمر
- كلام رمضان
- روضة المساء

من برامجه التلفزيونية:
- دعاء السَّحَر.
- من هدي النبوة.
- يا رب.

## شعره
مال إلى الأدب والشعر منذ طفولته متأثراً بالشاعر أحمد إبراهيم الغزاوي رئيس المحكمة الشرعية التي كان والده يعمل بها، وبالقاضي الشيخ عرابي بن محمد بن صالح سجيني الذي كان يشجعه على القراءات العامة ففتحت أمامه مجالًا أوسع للعلم والمعرفة. وظهر نبوغه الشعري في الخامسة عشرة من عمره وهو في الصف الدراسي السابع بمدرسة الفلاح، وكانت أولى محاولاته بالتَّشطير والتَّخميس، بعدها أخذ يقلد الرافعي في «أوراق الورد»، فكتب مجموعة من الخواطر النفسية والعاطفية والوجدانية، أطلق عليها «أوراق العيد»، كل ورقة منها تقلد ورقة وردٍ للرافعي، كما عارض المتنبي وشوقي وغيرهما، وجمع كل هذه المُعارضات في مجموعةٍ تحت عنوان «من وحي الليل»، وهي عبارة عن تجاربه الشعرية الأولى، وكانت باكورة إنتاجه الشعري قصيدة رثاء في مدير مدرسة الفلاح الشَّيخ عبد الله بن إبراهيم بن حَمَدُوه السِّناري عام 1350هـ/1931م، وبدأ انتاجه الأدبي بـ «نشرة المهرجان» في عام 1366هـ/1946م ونشرت عبر مكتبة الثقافة بمكة المكرمة، وضمت مجموعة من القصائد والخطب والمقالات بأقلام أُدباء وشُعراء المملكة العربية السعوديَّة آنذاك، جمعها بمناسبة أوَّل رحلة للملك فيصل إلى أمريكا، وأعقبها بأول ديوان شعري مطبوع في تاريخ المملكة العربية السعودية ديوانه أحلام الربيع.
تعددت أغراضه الشعرية ما بين الدينية والوطنية والاجتماعية والرومانسية والسياسية وألف بعض المسرحيات الشعرية وترجمت بعض قصائده بواسطة منظمة اليونيسكو إلى اللغات الإنجليزية، الفرنسية، والألمانية، ، وكان من أوائل من كتب الشعر العمودي في الصحافة السعودية بدءا بقصيدة نشرت له في جريدة «البلاد» في الثامن من رمضان عام 1365هـ، الخامس من أغسطس 1946م، ومما جاء فيها:
خلوتُ أسألُ نفسي عن لواعجها
وعن لوافح آلامي وعن إحَني
فقال لي كبدي: بلوى تُحرِّقُني
وقال لي الطَّرفُ أشجانٌ تُؤرِّقُني
وقال لي جسدي: حُزنٌ يُمزِّقُني
وقال لي القلبُ: بُركانٌ يُبدِّدُني
كلٌّ شكا حالةً نكراءَ غير فمي
فلاذ بالصَّمت لم ينطق ولم يبنِ
ومُطبق الفكِّ فوق الفكِّ في دعةٍ
ومران القول بالتَّهريج في مِحَنِ
فقلتُ يا نفسي ذوبي حسرةً وشجى
حتمًا سأصمتُ حتى ينقضي زمني
وأصبح شعره موضعاً لدراسات جمة، منها الأكاديمية، وغير الأكاديمية، في الجامعات السعودية، وبعض الجامعات العربية، منها جامعة الملك عبد العزيز، جامعة أم القرى، جامعة القاهرة، وجامعة الخرطوم، ومعاهد اليونيسكو، وكان من أول الدارسين لأدبه وأشعاره الدكتور عبد الرحمن الطيب الأنصاري، الذي أعد رسالة الماجستير في جامعة القاهرة بعنوان «ظاهرة الهروب في اغاريد الصحراء للشاعر طاهر زمخشري» عام 1960م 1380هـ.
وأعده الأديب أحمد عبد الغفور عطار نابغةً، ورأى في شعره امتدادا للأصالة التي يفوح منها الشعر الحجازي الأُموي، وقال عنه الدكتور عمر الطيب الساسي: «هو شاعر غنائي مُرهف الحسِّ، يذوب رقَّةً وعُذوبةً، أما شعره فهو من عيون الشِّعر العربي المُعاصر؛ إذ يملأ عشرات الكُتُب دون أن يتأثَّر مُستوى الجودة فيه أداءً وتصويرًا وإبداعًا جماليًّا مُحلِّقًا».
من أشعاره:
في رثاء الملك فيصل بن عبد العزيز آل سعود

## الشعر الغنائي
يعد الراحل طاهر زمخشري من رواد كتابة النص الغنائي في السعودية، ووصل عدد أغانيه لقرابة 200 أغنية، تنوعت ما بين الأناشيد والأغاني الدينية والوطنية والعاطفية والمنولوج، وكانت بدايته مع كتابة النص الغنائي بشعر المجسات (نوع من فن الموال في مكة المكرمة يُغني في الأفراح والمناسبات)، ومن أوائل من غنى له الجسيس إسماعيل كردوس عبارة عن تشطير لأبيات
التي شطرها إلى
وأول فنان تغنى بأشعاره الفنان سعيد أبو خشبة، وقد قال «لقد تبنيت أكثر من 18 صوت وأدوا لي بمختلف الأصوات أكثر من 20 – 25 صوت في المشرق والمغرب كان أخرهم عايدة بوخريص، هيام يونس، هناء الصافي، طلال مداح، محمد عبده، عمر كدرس، غازي علي، عمر الطيب، كثير لا اذكرهم، ولكن أكرم وأجمل صوت أعتز إني كنت وراءه بالنسبة للمملكة العربية السعودية ابتسام لطفي»،  التي قال عنها:
وممن تغني بأشعاره أيضاً الموسيقار طارق عبد الحكيم الفنان السعودي عبد المجيد عبد الله، الفنان المصري عباس البليدي، الموسيقار الأردني جميل العاص، الفنانة الأردنية عايدة شاهين، الفنانة السورية مها الجابري، الفنانة اللبنانية نازك، نزهة يونس، جاكلين.
وكان من أوائل من اكتشف من الفنانين السعوديين الموسيقار غازي علي من خلال برنامج الأطفال "بابا عباس" فتبناه ورافقه خلال مسيرته الفنية منذ التحاقه بمعهد «الكونسرفتوار» بمصر في العام 1960م وكتب له عدد من الأغاني وقدمه لكبار الملحنين المصريين كبليغ حمدي الذي لحن له أغنية حكالي الطير، كما تبنى ورعى الفنان محمد عبده منذ اكتشافه في برنامج الأطفال "بابا عباس" أيضاً ورافقه في رحلة إلى بيروت مع الفنان والملحن عمر كدرس، وكتب له عدد من الأغاني وقدمه إلى الملحن السوري محمد محسن الذي لحن له أغنية خاصمت عيني من سنين، وقدمه للرئيس التونسي الحبيب بو رقيبه الذي أطلق عليه لقب "فنان العرب"، وكان آخر عمل جمعهما أغنية يا أعذب الحب التي لحنها الفنان عمر كدرس، بالإضافة إلى الفنانة السعودية ابتسام لطفي التي كتب لها العديد من الأغاني ورافقها في رحلة فنية إلى تونس أحيت فيها 5 حفلات لصالح الاتحاد القومي للمكفوفين بتونس برعاية وسيلة بورقيبة زوجة الرئيس التونسي الراحل الحبيب بورقيبة،  وأخر من اكتشف وتبنى قبل وفاته الفنانة التونسية عايدة بوخريص التي كتب لها عدد من الأغاني وقدمها للعديد من الملحنين السعوديين والعرب.
ومن أشهر أغانية:
| الدينية          | الدينية       | الدينية                 |
| اسم الأغنية      | الملحن        | المؤدي                  |
| ---------------- | ------------- | ----------------------- |
| رباه             | سعيد أبو خشبة | سعيد أبو خشبة محمد عبده |
| النفس المؤمنة    | مرسي الحريري  | محمد الفيومي            |
| إلهي «دعاء»      | عباس البليدي  | عباس البليدي            |
| لبيك رب العالمين | حسن غندور     | مها الجابري             |
| نشيد الله أكبر   | راشد الشيخ    | مها الجابري             |

| الوطنية                                | الوطنية         | الوطنية         |
| اسم الأغنية                            | الملحن          | المؤدي          |
| -------------------------------------- | --------------- | --------------- |
| المروتين                               | طارق عبد الحكيم | طارق عبد الحكيم |
| بلادي                                  | علاء كامل       | مها الجابري     |
| يا أعذب الحب                           | عمر كدرس        | محمد عبده       |
| يا فرحتي يا بهجتي / البارحة عند الغروب | عبد الغني الشيخ | عباس البليدي    |

| العاطفية والأخرى     | العاطفية والأخرى       | العاطفية والأخرى                         |
| اسم الأغنية          | الملحن                 | المؤدي                                   |
| -------------------- | ---------------------- | ---------------------------------------- |
| أسرع من البوينج      | غازي علي               | هناء الصافي                              |
| أسمر حليوه           | غازي علي               | طلال مداح                                |
| النجوى الهامسة       | أبو عماد (ابتسام لطفي) | ابتسام لطفي                              |
| البديوية             | طارق عبد الحكيم        | عايدة بو خريص                            |
| جيب القول على الرايق | طاهر زمخشري            | هيام يونس                                |
| حبيبي ياللي كاويني   | عمر كدرس               | محمد عبده                                |
| حكالي الطير          | بليغ حمدي              | غازي علي                                 |
| خاصمت عيني من سنين   | محمد محسن              | محمد عبده                                |
| علميني               | طلال مداح              | طلال مداح                                |
| لو تسألوني           | عمر كدرس               | عمر كدرس ابتسام لطفي عبد المجيد عبد الله |
| ما درينا             | عمر كدرس               | محمد عبده                                |
| يا همسة              | عبادي الجوهر           | عبادي الجوهر                             |
| يغالطني              | عمر كدرس               | محمد عبده                                |

## جوائز وأوسمه
حصل الراحل طاهر زمخشري على عدد من الجوائز والأوسمة منها:
- وسام الاستقلال من الدرجة الثالثة من الجمهورية التونسية عام 1963م
- وسام الثقافة من الدرجة الثانية من الجمهورية التونسية عام عام 1973م[53]
- جائزة الدولة التقديرية للأدب عام 1404 هـ من المملكة العربية السعودية.

## من أعماله

### الدواوين
- «مجموعة النيل» 1404هـ/ 1984م: وهي مجموعة الدواوين التي أصدرها في مصر.[54]

1. «أحلام الرَّبيع» 1946م/ 1366هـ.وكان الديوان الأول (يقال بأنهأول ديوان سعودي مطبوع.[55]
2. «همسات» 1952م/1372هـ.[56]
3. «أنفاس الرَّبيع» 1955م/1375هـ.[57]
4. «أغاريد الصَّحراء» 1958م/1378هـ.[58]
5. «على الضِّفاف» 1961م/1381هـ.[59]
6. «عودة الغريب» 1963م/1383هـ.[60]

- «مجموعة الخضراء» 1402هـ/ 1982م: وهي مجموعة الدواوين التي أصدرها في تونس.[61]

1. «الأُفُق الأخضر» 1970م/ 1390هـ.[62]
2. «الشِّراع الرَّفَّاف» 1974م/ 1394هـ.[63]
3. «معازف الأشجان» 1976م/ 1396هـ.[64]
4. «حقيبة الذِّكريات» 1977م/ 1397هـ.[65]
5. «نافذة على القمر» 1978م/1399هـ.[66]
6. «عبير الذِّكريات» 1980م/1400هـ.[67]

وله أيضاً:
1. «أصداء الرَّابية» 1957م/ 1377هـ.
2. «ألحان مُغترب» 1963م/ 1383هـ.[68]
3. «لبَّيك» 1968م/ 1388هـ.[69]
4. «حبيبتي على القمر»، ط1، 1969م/1389هـ، ط2، 1985م/ 1405هـ.[70]
5. «من الخيام»، ط1 1969م/ 1389هـ[71]، ط 1985م/ 1405هـ.[72]
6. «رباعيات صبا نجد»، ط1، 1973م/1393هـ[73]، ط2 1980م/ 1400هـ.[74]
7. «جِدَّة عروس البحر الأحمر»1987م/1407هـ.[75]
8. «حُطام قيثارة».
9. «رباعيات الخضراء».
10. «قيثارة النِّسيان».

### أعمال أدبية أخرى
1. «في الطَّريق» 1962م/1382هـ.
2. العين بحر - بحث حول ما نظمه الشعراء في العين 1389هـ، 1969م.[76]
3. على هامش الحياة - قصص.
4. مع الاصيل 1399هـ، 1979م - تأملات ودراسات نفسية.[77]
5. «إليها».
6. «أغاريد المذياع».
7. ليالي ابن الرومي - دراسة 1368، 1949.[78]
8. «أقوال مُبعثرة».
9. «أحلام».
10. «ورمضان كريم».
11. «بُكاء الزَّهر».
12. «أوراق الزَّهر».

## من أقواله
«أنا طاهر زمخشري المعروف بما قيل عني: كومة من الفحم سوداء تلبس ثياباً بيضاء، وتقول شعراً قصائده حمراء وخضراء وصفراء».
«الأطفال عشقي الأول والنهائي والأخير.. أنا عاشق البراءة وأحلام الطفولة وأمانيها؛ فالطفولة هي الوطن والحياة».
«طاهر زمخشري الذي يردد دائماً حسبي من العمر أني ما طويت به يوماً ويأتي بعده الندم»
«أنا طاهر زمخشري، عشت في ظلال هذا البيت، وليد الفقر، ونشأت في أحضان البؤس، وترعرعت أسيرَ اليأس حتى أخذت طريقي بكل اعتزاز وفخر إلى النجاح في الطريق الذي سلكته، وهذا من فضل الله»

## أهم أولياته وإنجازاته
- ساهم في تأسيس أول بلدية لعاصمة المملكة العربية السعودية الرياض بموجب أمر سامي من الملك عبد العزيز آل سعود في 1361/08/16هـ - 1942/08/27م[14][80]
- إصدار أول ديوان شعر مطبوع في المملكة العربية السعودية «أحلام الربيع 1946م»[4]
- أعد وقدم أول برنامج للأطفال في المملكة العربية السعودية «ركن الأطفال».[3]
- أشرف على أول نقل لصلاة جمعة من المسجد الحرام والمسجد النبوي، ونقل مناسك الحج في عرفات ومِنى.[81]
- أول معلق وكاتب رياضي في المملكة العربية السعودية، بتوقيع «موظّف متقاعد».[11][17]
- أسس أول فرقة موسيقية للإذاعة السعودية.[82]
- أصدر أول مجلة متخصصة موجهة للأطفال «الروضة 1959م».[بحاجة لمصدر]
- أول أديب وشاعر سعودي يكرم خارج المملكة العربية السعودية من الرئيس التونسي الحبيب بورقيبة.[6][11]
- أكثر الشعراء السعوديين غزارة في الإنتاج الشعري بـ 30 ديوان.[7]

## كُتب عنه

### الأبحاث والدراسات
- شعر طاهر زمخشري - رسالة ماجستير - مريم سعود بوبشيت، 1408هـ - 1988م.[83][84]
- عناصر التشكيل في القصيدة الرومانسية دراسة في مجموعة زمخشري النيل - ماجستير - أسماء مساعد إبراهيم العمري 1420هـ - 1999م.[85]
- الصورة الاستعارية في شعر طاهر زمخشري – رسالة ماجستير - غادة عبد العزيز دمنهورى 1422هـ - 2002م.[86]
- الصورة الشعرية عند طاهر زمخشري - رسالة ماجستير - دراسة موضوعية فنية - د. فاطمة مستور المسعودي – 1424هـ - 2004م.[87]
- المكان في شعر طاهر الزمخشري - رسالة ماجستير - سلمى محمد باحشوان 1430هـ - 2009م.[88]
- الشعر الاجتماعي عند طاهر زمخشري: دراسة موضوعية فنية - ماجستير - حسين بن مبارك الصاعدي 1431هـ - 2010م.[89]
- البيئة الطبيعية في شعر طاهر زمخشري - رسالة ماجستير - عفراء بنت عثمان الحسون 1435 - 2014م[90]
- الدلالات الثنائية في شعر طاهر زمخشري - ماجستير - رانية عبد الحميد حمدان الرفاعي 1436هـ - 2015م.[91]
- الرباعيات في شعر طاهر زمخشري - دراسة موضوعية فنية - ماجستير المجتبى بن علي محمد أحمد 1437 - 2016م[92]
- المرأة في شعر طاهر زمخشري - بحث مكمل لرسالة (الماجستير) في الأدب والنقد - معيض عطية القرني - 1437هـ - 2016م.[93]
- اللون في شعر طاهر زمخشري - دراسة دلالية فنية (مجموعتا النيل والخضراء أنموذجا) - رسالة ماجستير - ريم عبد الله الحربي 1438هـ - 2017م.[94]
- اللون في شعر طاهر زمخشري - ماجستير - مزنة بنت محمد البطي 1439هـ - 2018م[95]
- الرومانسية ومظاهرها في شعر طاهر زمخشري - ماجستير - منال ضويعن عايد الحجوري 1439هـ - 2018م[96]
- سيميائية الغربة والاغتراب في مجموعتي «النيل» و«الخضراء»، عند الشاعر السعودي طاهر زمخشري - دكتوراه - محمد بن حامد الشمري 1441هـ - 2020م[97]

### الكتب
- ظاهرة الهروب في اغاريد الصحراء للشاعر طاهر زمخشري - كتاب - عبد الرحمن الطيب الأنصاري 1960م 1380هـ.[98]
- طاهر زمخشري حياته وشعره - كتاب - د. عبد الله عبد الخالق مصطفى 1402هـ - 1981م.[99]
- مظاهر في شعر طاهر زمخشري - كتاب - أ.د عبد الله أحمد باقازي - 1408هـ - 1988م.[100]
- الماسة السمراء.. بابا طاهر زمخشر القرن العشرين - ج1 – كتاب – محمد توفيق بلو 1426هـ - 2005م.[101]
- الإلهام والأصالة في شعر طاهر زمخشري 1914-1987 - كتاب - دراسة مريم سعود عبد العزيز بو بشيت 1435 هـ - 2013م.[102]
- الأديب طاهر زمخشري في سطور – كتاب – محمد توفيق بلو – 1440هـ - 2018م.[103]

### المقالات
- الزمخشري: مقيد الشعر والكلمة – مقال فتحي ربيع الدويك  - مجلة المنهل: 1408هـ - 1988م[104]
- طاهر زمخشري - توثيق ببليوجرافي لآثاره وما كتب عنه - امين سليمان سيدو - 1425ـ - 2004م.[105]
- طاهر زمخشري الشاعر والصحفي والاذاعي - مقال - عبد الرحمن الشبيلي - العرب 1438هـ - 2017م.[106]

## معرض صور

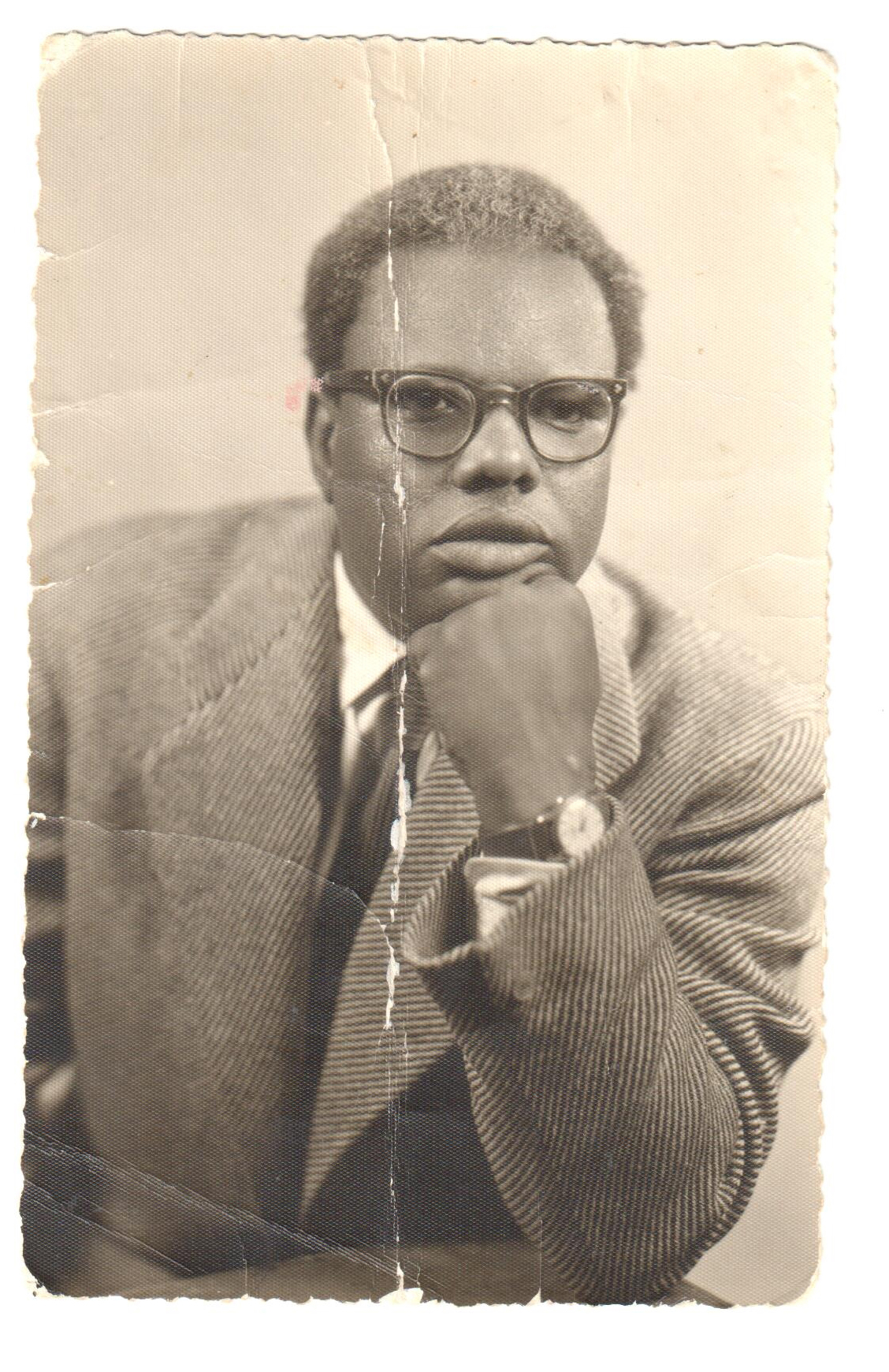
صورة شخصية للأديب طاهر زمخشري
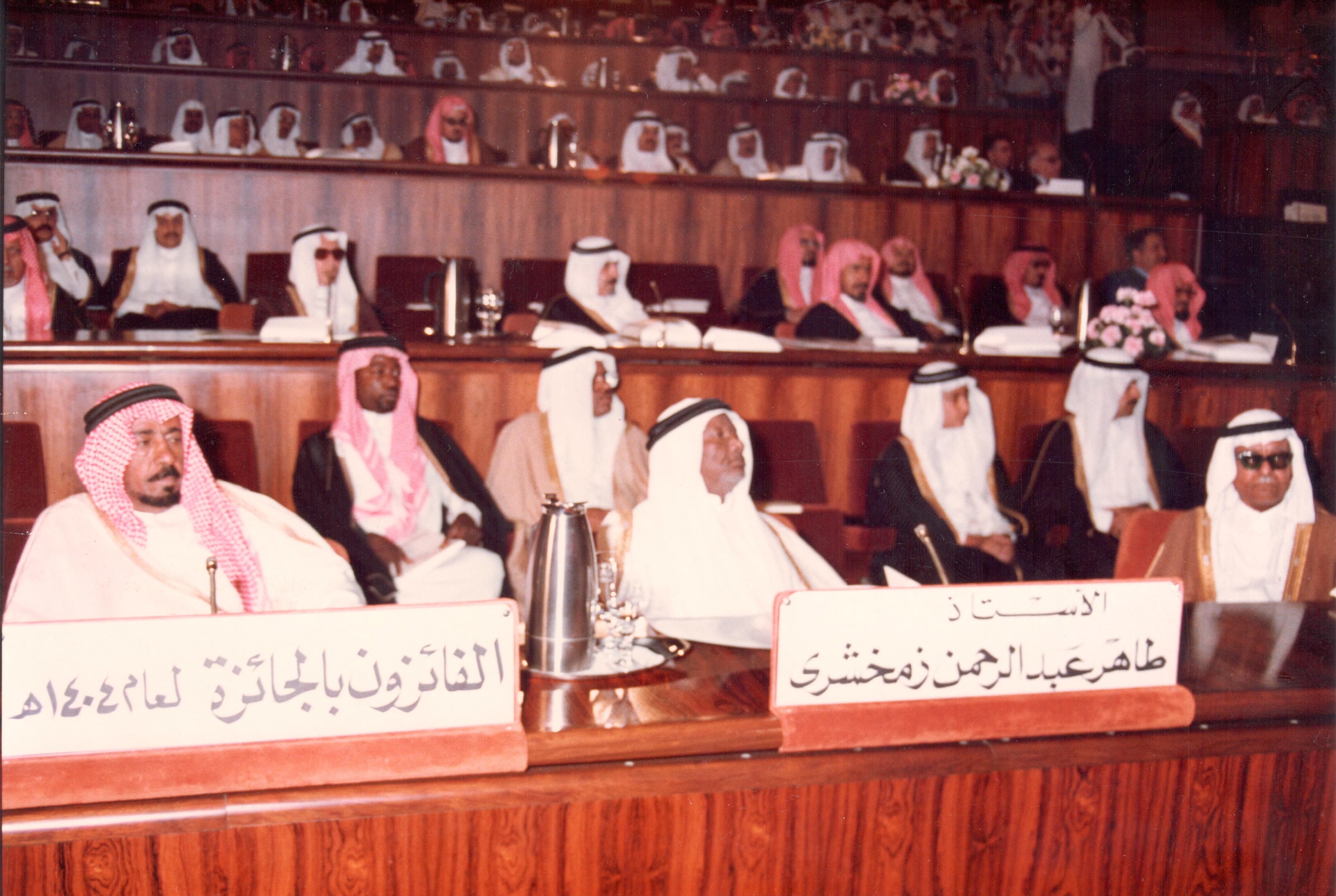
الأديب طاهر زمخشري أثناء حفل جائزة الدولة التقديرية للأدب - قاعة الملك فيصل للمؤتمرات - الرياض 1405/08/08هـ - 1985/04/28م
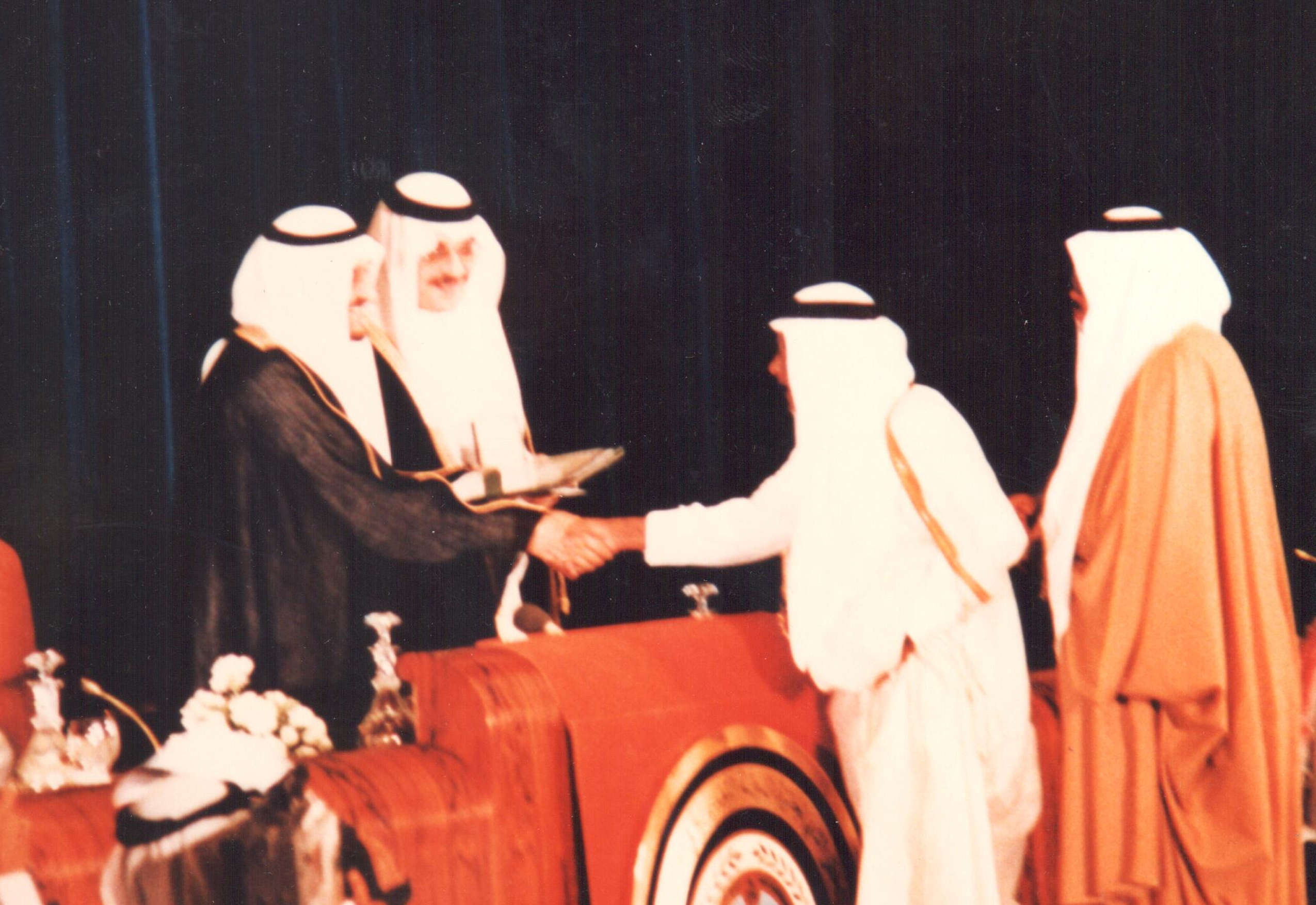
الأديب طاهر زمخشري أثناء تسلمه جائزة الدولة التقديرية للأدب من الملك فهد بن عبد العزيز آل سعود - قاعة الملك فيصل للمؤتمرات - الرياض 1405/08/08هـ - 1985/04/28م
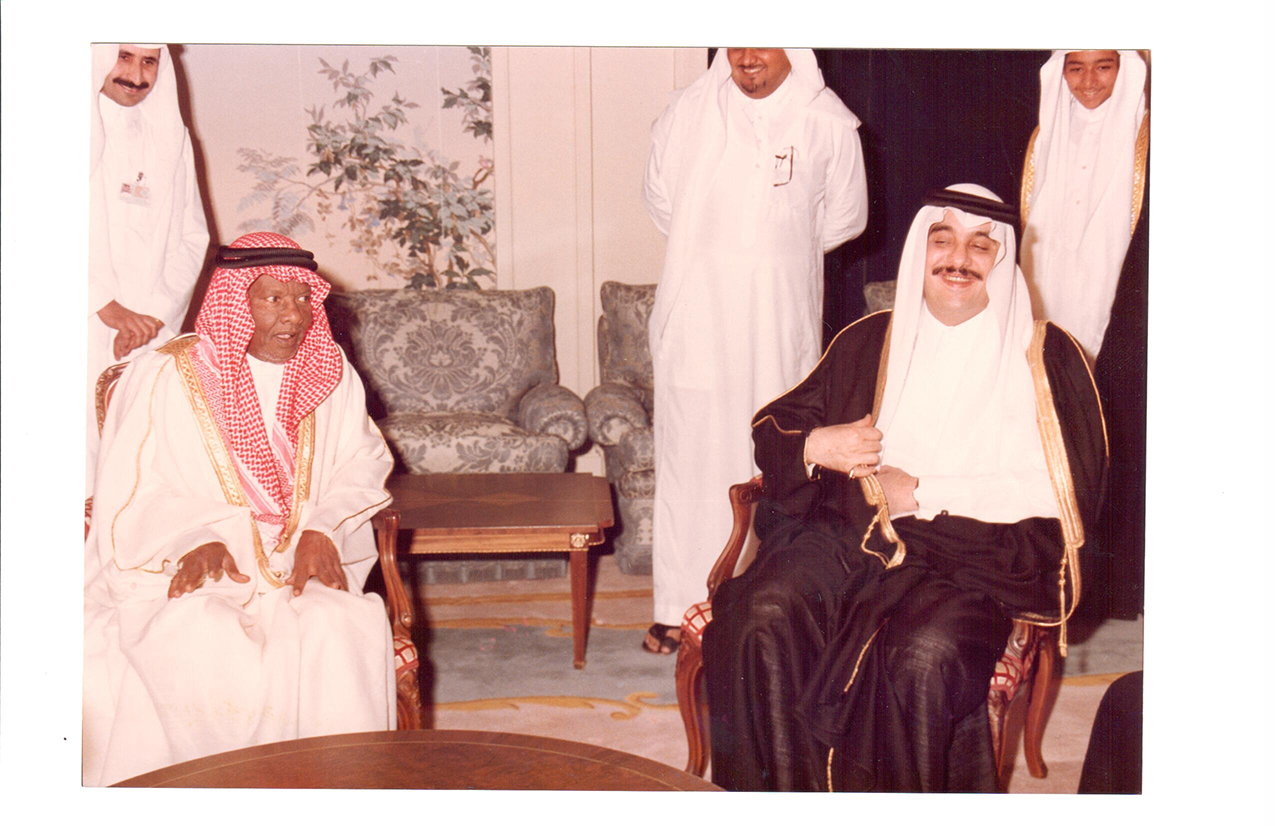
الأديب طاهر زمخشري مع الأمير فيصل بن فهد بن عبد العزيز آل سعود قبل الدخول لقاعة حفل جائزة الدولة التقديرية للأدب 1405هـ-1985م
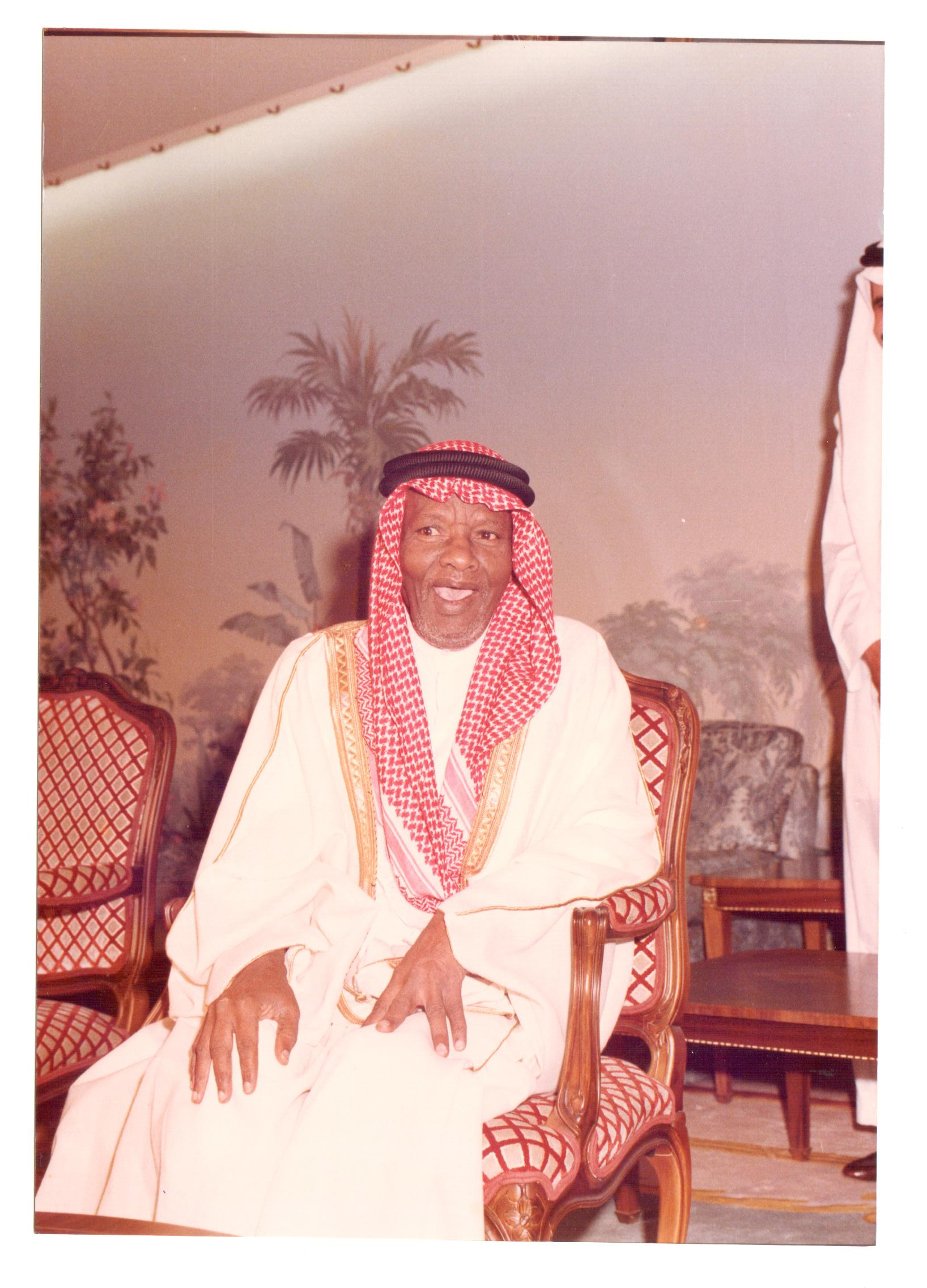
الأديب طاهر زمخشري قبل الدخول لقاعة حفل جائزة الدولة التقديرية للأدب 1405هـ-1985م
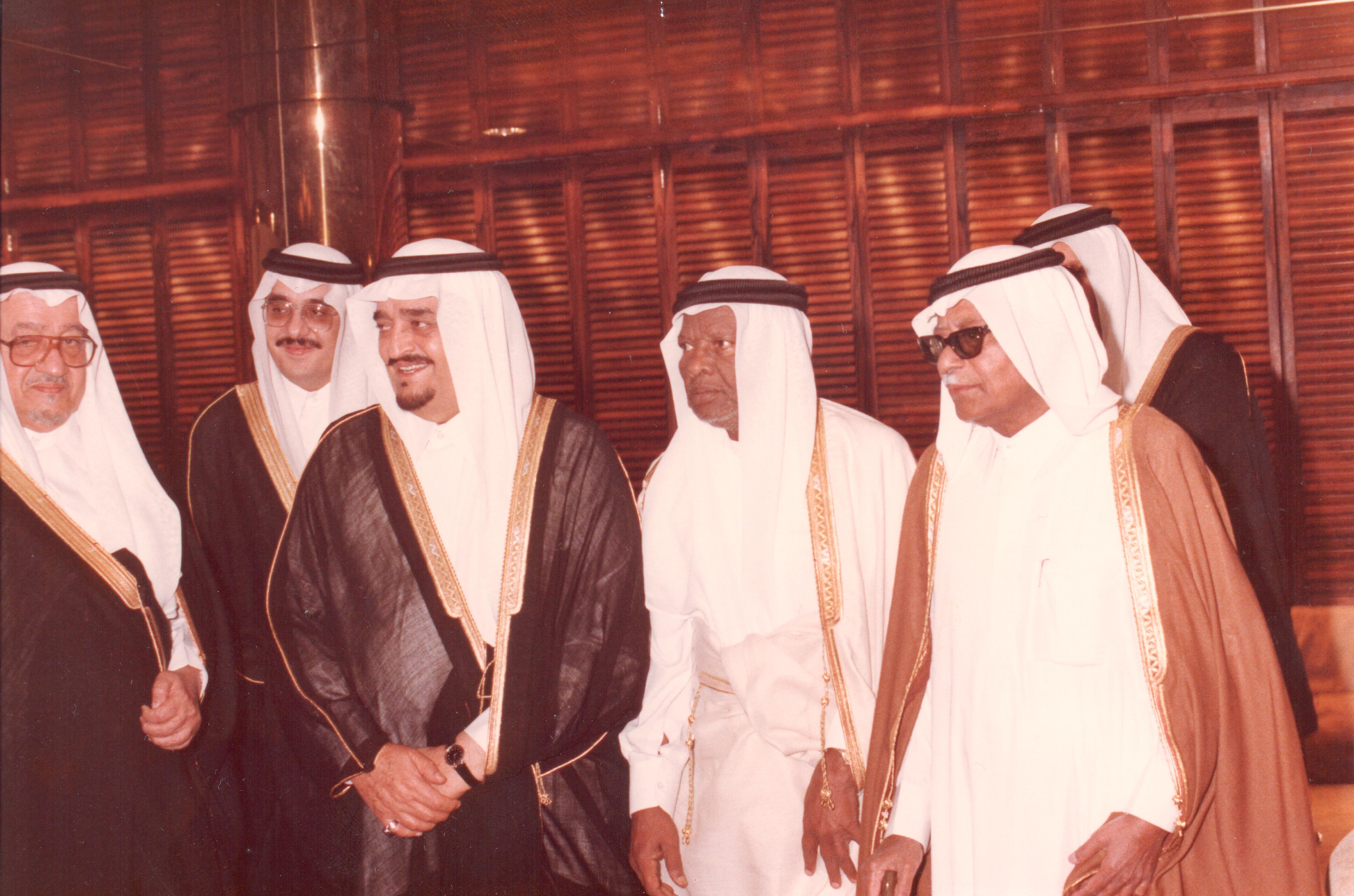
صورة للفائزين بجائزة الدولة التقديرية للأدب لعام 1405هـ - 1985م مع الملك فهد بن عبد العزيز آل سعود ويظهر على يمينه في الصورة الأمير الشاعر عبد الله الفيصل والأمير فيصل بن فهد وعلى يساره الأديب طاهر زمخشري والأديب أحمد عبد الغفور عطار
- مقتطفات من آخر ظهور تلفزيوني للأديب طاهر زمخشري في برنامج كتاب مفتوح على التلفزة التونسية في أواخر ثمانينيات القرن العشرين

## وصلات خارجية
- طاهر زمخشري.. رائد ثقافي صقلته مكابدات اليتم والغربة
- الأديب طاهر زمخشري والابتهالات الدينية
- وقفة مع الفارسي والزمخشري
- المروتين.. الأغنية الأشهر كيف كتبها الزمخشري ولحنها الموسيقار طارق عبد الحكيم
- 87 أغنية إرث زمخشري تكشف علاقة الأدباء بالفن
- «بابا طاهر» يطرق ذاكرة «الساحل الشرقي»
- 16 أغنية تفتح ملف 60 عاما على أول  تجربة أطلقها طاهر زمخشري
- طاهر زمخشري .. رحلة مملوءة بالشعر والعذاب
- طاهر زمخشري يعارض حمزة شحاتة
- طاهر زمخشري.. لماذا الطفولة؟!